# Кокореве (Смоленська область)
Кокореве (рос. Кокорево) — село у Вяземському районі Смоленської області Росії. Входить до складу Новосільського сільського поселення. Населення — 74 особи (2007).
Село розташоване у східній частині області, за 2,5 км на північ від Вязьми, на 0,5 км східніше автодороги Р134 «Стара Смоленська дорога» (Смоленськ — Дорогобуж — Вязьма — Зубцов). За 0,1 км на захід від села знаходиться залізнична станція Кокорево на лінії Вязьма — Ржев.

## Історія
Під час Другої світової війни село було окуповане німецькими військами в жовтні 1941 року. Звільнення відбулося в березні 1943 року.